# Av. 68 - Calle 66 (estación)
La estación sencilla Calle 66 hará parte del sistema de transporte masivo de Bogotá, TransMilenio, inaugurado en el año 2000.

## Ubicación
La estación está ubicada específicamente sobre la Avenida Carrera 68 entre calle 65 y calle 66.
Atenderá la demanda de los barrios J. J. Vargas, La Estradita y sus alrededores. En las cercanías se encuentra el parque de diversiones Salitre Mágico y la sede de la Cruz Roja

## Origen del nombre
La estación no cuenta aún con un nombre oficial, sin embargo, provisionalmente y durante la etapa de construcción se le asigna un nombre provisional relacionado con la nomenclatura de las vías más cercanas o que servirán de acceso a la misma. Previo a la puesta en funcionamiento de la troncal, se realizó un proceso de selección del nombre con la comunidad para generar apropiación del sistema.

## Historia
En noviembre de 2018 se anunció el convenio de financiación entre el Gobierno Nacional y el Distrito que asegura los recursos para la construcción de las troncales de la avenida Ciudad de Cali y la avenida Congreso Eucarístico. En octubre de 2019 se inició el proceso de licitación para diseñar y construir esta troncal, y finalmente, el 23 de enero de 2020 se adjudicó la construcción de esta troncal. El acta de inicio fue firmada a finales de junio del mismo año.

## Servicios de la estación

### Esquema
| ← Norte         |               |               |
| Calle 66        | sin servicios | sin servicios |
| En construcción | Vagón 2       | Vagón 1       |
| Calle 66        | sin servicios | sin servicios |
| Sur →           |               |               |

### Servicios urbanos
Así mismo funcionan las siguientes rutas urbanas del SITP en los costados externos a la estación, circulando por los carriles de tráfico mixto sobre la Avenida Carrera 68, con posibilidad de trasbordo usando la tarjeta TuLlave:
| Código | Sector            | Dirección      | Rutas                                      |
| ------ | ----------------- | -------------- | ------------------------------------------ |
| 122A05 | D Parque Aquapark | AK 68 - CL 64  | A606C137C705                               |
| 122B05 | D Parque Aquapark | AK 68 - CL 66  | A611C404D630 442 634 T62 Z4B               |
| 122C05 | D Parque Aquapark | AK 68 - CL 66  | A305A610B326B904B916D607 12 291 661 E44 Z8 |
| 122D05 | D Parque Aquapark | AK 68 - CL 63  | A427C122C156D208                           |
| 123A05 | D Cruz Roja       | AK 68 - CL 66  | G137H610H705K326K904 12 291 661 E44 T62    |
| 123B05 | D Cruz Roja       | AK 68 - CL 66  | H606H611H630K122 442 634 Z4B               |
| 123C05 | D Cruz Roja       | AK 68 - CL 68B | F404G208H607K305K916 Z8                    |
| 123D05 | D Cruz Roja       | AK 68 - CL 68B | F427G156                                   |

## Ubicación geográfica
| Noroeste: Engativá               | Norte: Engativá     | Nordeste: N Calle 72    |
| Oeste: Engativá                  |                     | Este: Barrios Unidos    |
| Suroeste: N Parque Simón Bolívar | Sur: Barrios Unidos | Sureste: Barrios Unidos |